# ГЕС Ліцзяся
ГЕС Ліцзяся (李家峡水电站) — гідроелектростанція на півночі Китаю у провінції Цінхай. Знаходячись між ГЕС Ніна (вище по течії) та ГЕС Zhígǎnglākǎ, входить до складу каскаду на одній з найбільших річок світу Хуанхе. 
В межах проекту річку перекрили бетонною арковою греблею висотою 155 метрів, довжиною 414 метрів та шириною від 8 (по гребеню) до 45 (по основі) метрів. Вона утримує водосховище з об’ємом 1630 млн м3 (корисний об’єм 60 млн м3) та припустимим коливанням рівня поверхні у операційному режимі між позначками 2178 та 2180 метрів НРМ (під час повені рівень може зростати до 2182,6 метра НРМ, а об’єм – до 1750 млн м3). Через водоводи діаметром по 8 метрів ресурс зі сховища надходить до двох пригреблевих машинних залів, один з яких (призначений для двох гідроагрегатів) споруджений у підземному виконанні на правобережжі.  
Основне обладнання станції повинні становити  п’ять турбін типу Френсіс потужністю по 408 МВт, розрахованих на використання напору від 115 до 136 метрів (номінальний напір 122 метри). У 1998-1999 роках стали до ладу 4 турбіни першої черги. Комплекс має проектну річну виробітку 5,9 млрд кВт-год електроенергії.
Видача продукції відбувається по ЛЕП, розрахованій на роботу під напругою 330 кВ.